# The Other Two
The Other Two (a veces llamada Los otros dos en Hispanoamérica) es una serie de televisión estadounidense de comedia creada por Chris Kelly y Sarah Schneider. El canal de televisión Comedy Central adquirió el piloto a finales del año 2016, posteriormente en octubre de 2017 la serie recibió la aprobación para realizar una primera temporada de 10 episodios. El 24 de enero de 2019 la serie se estrenó de manera oficial, siendo renovada para una segunda temporada el 11 de febrero del mismo año.
En agosto de 2020 se anunció el cambio de emisión de la serie al servicio de streaming HBO Max, convirtiéndose en parte de la programación original de la plataforma a partir de su segunda temporada estrenada el 26 de agosto de 2021. El 24 de septiembre de 2021 se anunció la renovación de la serie para una tercera temporada, en junio de 2023 se informó que la serie llegaría a su fin con la tercera temporada, sus creadores adujeron como razón del final de la serie un agotamiento de ideas, aunque desde algunos medios de comunicación se informó sobre la existencia de problemas laborales entre Kelly, Schneider y el equipo de guionistas del show, el último episodio de la serie fue emitido el 29 de junio de 2023.

## Sinopsis
La primera temporada de The Other Two trata la historia de Cary (Drew Tarver), un hombre gay que aspira a convertirse en actor y su hermana Brooke (Heléne Yorke), una antigua bailarina profesional, quienes tratan de encontrar su lugar en el mundo, mientras luchan con sus sentimientos ante el éxito de Chase (Case Walker), su hermano de 14 años, quien se convirtió en una celebridad debido a su aparición en un video viral de Internet.
La segunda temporada se centra en el estrellato de Pat (Molly Shannon), la madre de la familia, quien comienza a triunfar como presentadora de un magacín matinal tras el éxito de su hijo, por su parte Chase ha decidido retirarse del mundo del entretenimiento para iniciar sus estudios en la Universidad de Nueva York, Brooke debe lidiar con su nueva labor como representante de Pat y Chase, mientras que Cary sigue en la búsqueda de una oportunidad para triunfar en el mundo de la actuación.
La tercera temporada basa su trama en Brooke, quien se encuentra en una encrucijada debido a que siente una necesidad de realizar una labor que le permita hacer el bien, mientras se debate sobre si puede realizar ese trabajo formando parte del mundo del entretenimiento o debe cambiar de giro laboral. Cary ha conseguido estabilidad en el mundo de la actuación tras su éxito en una película independiente y en consecuencia recibe ofertas para formar parte de varias películas y series, lo que le lleva a creer que puede aspirar a ser nominado a un Premio Óscar. Por su parte Pat se ha convertido en una empresaria de los medios de comunicación tras renunciar a su labor como presentadora y Chase trata de relanzar su carrera musical.

## Elenco y personajes

### Principales
- Heléne Yorke como Brooke Dubek.
- Drew Tarver como Cary Dubek.
- Case Walker como Chase "ChaseDreams" Dubek.
- Ken Marino como Streeter Peter Peters, representante de Chase.
- Molly Shannon como Pat Dubek, madre de Brooke, Cary y Chase.
- Wanda Sykes como Shuli Kucerac, ejecutiva de la discográfica de Chase.
- Brandon Scott Jones como Curtis Paltrow, compañero de trabajo y confidente de Cary.
- Josh Segarra como Lance Arroyo, pareja intermitente de Brooke.

### Recurrentes
- Andy Ridings como Matt, compañero de apartamento de Cary.
- Richard Kind como Skip Schamplin, agente de Cary, que también desempeña otro tipo de trabajos.
- Alison Rich como Melanie, productora del show de Pat.
- Gideon Glick como Jess, interés amoroso de Cary.
- Nadia Dajani como Mackenzie, agente de Cary.
- Fin Argus como Lucas Lambert Moy, un actor que tiene citas con Cary.

### Invitados
- Beck Bennett como Jeff, amante de una ocasión de Brooke.
- Ali Ahn como Jo, agente de bienes raíces y amiga de Brooke.
- Kate Berlant como Pitzi Pyle, agente de talentos que se reúne con Cary.
- Jackie Hoffman como Lorraine, una actriz contratada para desempeñarse como doble de Chase.
- Josie Totah como Elijah, estudiante que tiene un amor platónico con Cary.
- Daniel K. Isaac como Jeremy Delongpre, maestro e interés amoroso de Cary.
- Greta Lee como Genevieve Kim, amiga de Brooke de su pasado como bailarina.
- Jimmy Fowlie como Cameron Colby, un Instagay que se hace amigo de Cary.
- Heidi Gardner como Mona, una participante de una fiesta que le da MDMA a Pat.
- Tuc Watkins y Noah Galvin como Troy y Eddie, una pareja que finge ser un dúo padre-hijo para presentarse en el talk show de Pat.
- Dana Delany como Emily Overruled, la estrella de una serie de procedimental legal en la que aparece Cary.
- Ann Dowd como Paula Davies, la fundadora de un espacio seguro para exnovias de celebridades.
- Kathie Lee Gifford, Hoda Kotb, Mario Lopez, Tinsley Mortimer, Michael Che, Andy Cohen, Patrick Wilson, Zosia Mamet, Debi Mazar, Ian Ziering, Tavi Gevinson, Jordana Brewster, Alessia Cara, Bowen Yang, Justin Bartha, Leah McSweeney, Dylan O'Brien, Kiernan Shipka, Lukas Gage, Simu Liu, Ben Platt, Cameron Kasky, Edie Falco y Lawrence O'Donnell aparecen en el show interpretándose a sí mismos.

## Episodios
| Temporada | Temporada | Episodios | Episodios | Emisión original     | Emisión original         | Emisión original |
| Temporada | Temporada | Episodios | Episodios | Primera emisión      | Última emisión           | Cadena           |
| --------- | --------- | --------- | --------- | -------------------- | ------------------------ | ---------------- |
|           | 1         | 10        | 10        | 24 de enero de 2019  | 28 de marzo de 2019      | Comedy Central   |
|           | 2         | 10        | 10        | 26 de agosto de 2021 | 23 de septiembre de 2021 | HBO Max          |
|           | 3         | 10        | 10        | 4 de mayo de 2023    | 29 de junio de 2023      | HBO Max / Max    |

### Temporada 1 (2019)
| N.º en serie | N.º en temp. | Título                              | Dirigido por  | Escrito por                   | Fecha de emisión original |
| --- | ------------ | ----------------------------------- | ------------- | ----------------------------- | ------------------------- |
| 1 | 1            | «Pilot»                             | Chris Kelly   | Chris Kelly y Sarah Schneider | 24 de enero de 2019       |
| Chase Dubek (Case Walker), de trece años, se vuelve viral en YouTube bajo el nombre de ChaseDreams y se convierte en un cantante famoso de la noche a la mañana. Sus dos hermanos mayores, Cary (Drew Tarver) y Brooke Dubek (Heléne Yorke), se ven obligados a lidiar con la repentina nueva fama de Chase. Cary, un aspirante a actor gay, experimenta una audición humillante para un comercial, mientras que la ex bailarina Brooke dejó a su novio diseñador de zapatos, Lance (Josh Segarra), y se encuentra en medio de una transición profesional. Cary está confundido acerca de las intenciones de su compañero de cuarto, Matt, quien dice ser heterosexual pero constantemente le da señales románticas a Cary. Brooke y Cary cenan con su solidaria madre, Pat (Molly Shannon), quien les presenta al nuevo representante narcisista de Chase, Streeter (Ken Marino).                                                                            |              |                                     |               |                               |                           |
| 2 | 2            | «Chase Goes to a Premiere»          | Chris Kelly   | Chris Kelly y Sarah Schneider | 31 de enero de 2019       |
| Brooke y Cary deciden acompañar a Chase cuando su éxito en las redes sociales les lleva a una invitación al estreno de una película. Intentan caminar por la alfombra roja, pero un empleado los detiene. En la fiesta posterior, Brooke intenta socializar con varios invitados y termina charlando con Brittlyn, una famosa maquilladora de Instagram. Brooke acepta una invitación a la casa de Brittlyn, sin saber que la estrella de las redes sociales es menor de edad. Su agente le dice a Cary que tiene que volver a grabar su audición comercial para que suene "menos gay"; Cary vuelve a grabar su audición en el baño y consigue el papel. |              |                                     |               |                               |                           |
| 3 | 3            | «Chase Gets a Girlfriend»           | Andrew DeYong | Lucia Aniello y Paul W. Downs | 7 de febrero de 2019      |
| Pat y Chase se mudan a la ciudad de Nueva York y se instalan en el antiguo apartamento de Justin Theroux. En un esfuerzo por mejorar la imagen pública de Chase, Streeter organiza una relación romántica entre Chase y Yendani, otro famoso cantante infantil, utilizando la publicidad para promocionar los próximos álbumes de ambos músicos y elevar el perfil de Chase. Una ejecutiva del sello de Yendani, Shuli Kucerac (Wanda Sykes), reúne a la familia Dubek para discutir los escándalos familiares que podrían empañar la reputación de Yendani. Como resultado, la cuenta de Twitter de Brooke es borrada debido a sus tuits ofensivos. Cary consigue un papel en una obra de teatro fuera de Broadway e intenta acercarse a Matt (Andy Ridings). Brooke, recientemente despedida de su trabajo como agente inmobiliaria, consigue un nuevo trabajo como asistente de Chase.                                                                     |              |                                     |               |                               |                           |
| 4 | 4            | «Chase Gets the Gays»               | Anu Valia     | Chris Kelly y Sarah Schneider | 14 de febrero de 2019     |
| Chase lanza un nuevo sencillo en YouTube titulado My Brother's Gay and That's Okay, que se vuelve viral. Cuando Cary comienza a ser reconocido en la calle debido al vídeo musical, se ve obligado a lidiar con su lucha constante por aceptar su sexualidad. Cary confronta a Matt sobre su relación; Cary afirma que no quiere dejarse llevar. Brooke comienza su primer día de trabajo como asistente de Chase abriendo el correo de los admiradores de Chase. La conmueve una carta de una niña moribunda llamada Rachel Klein, cuyo deseo es una camiseta de ChaseDreams. Sin embargo, cuando Brooke llega al hospital para entregar personalmente una camiseta, descubre que "Rachel Klein" no es una persona real. |              |                                     |               |                               |                           |
| 5 | 5            | «Chase Goes to a High School Dance» | Mike Karnell  | Chris Kelly y Sarah Schneider | 18 de febrero de 2019     |
| Por sugerencia de Brooke, Chase asiste a un baile de una escuela secundaria de Nueva Jersey con una joven fan. Streeter acompaña a Chase al baile, pero está desesperado porque Chase asista al lanzamiento de la marca de tequila de Lil Wayne que ocurre esa misma noche. Brooke trata con Lorraine (Jackie Hoffman), una actriz de cincuenta y tantos años que Streeter ha contratado para actuar como doble de Chase. En el baile, Cary vive la experiencia de la escuela secundaria que se perdió cuando era adolescente; encuentra un posible interés amoroso en Jeremy (Daniel K. Isaac), un profesor de teatro que es un chaperón de la fiesta. Mientras tanto, un estudiante gay de secundaria, Elijah (Josie Totah[b]), se obsesiona con Cary. |              |                                     |               |                               |                           |
| 6 | 6            | «Chase Shoots a Music Video»        | Andrew DeYong | Joel Kim Booster              | 25 de febrero de 2019     |
| En el set del nuevo vídeo musical de Chase, Brooke se reúne con Genevieve (Greta Lee), una bailarina de la antigua época artística de Brooke. Cuando Genevieve renuncia abruptamente, Brooke decide reemplazar a Chase como bailarina de fondo, pero se sorprende por el contenido sexual inapropiado del video. Pat aparece en Watch What Happens Live con Andy Cohen para promocionar su libro infantil; Cary consigue el puesto de barman en la grabación de Pat. Durante la entrevista, Pat le dice a la audiencia que su marido murió de cáncer. Se revela que el padre de Chase en realidad no murió de cáncer, y la familia inventó esta historia para contársela a Chase y así encubrir la verdadera causa de la muerte. |              |                                     |               |                               |                           |
| 7 | 7            | «Chase Gets a Nosebleed»            | Anu Valia     | Cole Escola                   | 7 de marzo de 2019        |
| Cary quiere conseguir un papel importante en una miniserie de Ryan Murphy, pero descubre que el director de casting sólo piensa contratar a personas con más de 50.000 seguidores en Instagram. En un intento por aumentar su audiencia en Instagram, Cary trata de hacerse amigo de un grupo de famosos "Instagays". Aunque los influencers de las redes sociales inicialmente dan la bienvenida a Cary, lo condenan al ostracismo cuando se dan cuenta de que solo los está usando para conseguir seguidores. Mientras tanto, Brooke descubre que es difícil conseguir citas románticas al tener un hermano famoso, ya que todos los hombres que conoce quieren usarla para llegar a Chase. Después de una desastrosa cita en línea, Brooke termina durmiendo con el entrenador personal de Chase. |              |                                     |               |                               |                           |
| 8 | 8            | «Chase Turns Fourteen»              | Andrew DeYong | Chris Kelly y Sarah Schneider | 14 de marzo de 2019       |
| Streeter le organiza a Chase una fiesta por su decimocuarto cumpleaños en un club tremendamente inapropiado. Jeremy asiste a la fiesta de cumpleaños para volver a conectarse con Cary, pero el repentino ensimismamiento de Cary lo desanima y se va. Pat se droga con MDMA y se une a Streeter. Cuando Chase se emborracha por primera vez y se desmaya en el baño, Lance ayuda a Brooke a llevar a Chase de regreso al apartamento. En el proceso, Brooke revela sus preocupaciones sobre la carrera de Chase: "A veces siento que soy la única que cuida de [Chase]". Después de regresar a Chase al apartamento, Brooke y Lance se besan. |              |                                     |               |                               |                           |
| 9 | 9            | «Chase Drops His First Album»       | Chris Kelly   | Chris Kelly y Sarah Schneider | 21 de marzo de 2019       |
| Los Dubek asisten a la fiesta de lanzamiento del álbum de Chase que es transmitida en vivo, la cual coincide con el cumpleaños de su difunto padre. Las cosas se desmoronan rápidamente cuando Chase anuncia ante la cámara que, en dedicatoria a su padre, parte de las ventas de su álbum serán donadas a la Sociedad Americana del Cáncer. Shuli se enfrenta a los Dubek después de que un espectador afirma que el padre de Chase no murió de cáncer. Angustiada, Pat llega al límite y experimenta un colapso frente a Chase, la audiencia en vivo y los espectadores en línea. Ella admite que su marido alcohólico murió congelado en el tejado de su casa y que le mintió a Chase para preservar la memoria de su padre. Después del incidente, #MyDadFroze comienza a ser tendencia en línea y Streeter revela que Chase ha sido invitado a actuar en los MTV Video Music Awards.                                                                    |              |                                     |               |                               |                           |
| 10 | 10           | «Chase Performs at the VMAs»        | Chris Kelly   | Chris Kelly y Sarah Schneider | 28 de marzo de 2019       |
| Pat y Streeter parecen estar saliendo. Mientras Chase se prepara para su actuación en los VMA, Cary y Brooke reciben noticias que les cambian la vida: Cary se entera de que Netflix quiere hacer una película original con Chase y él en papeles protagónicos, mientras que Streeter le ofrece a Brooke el puesto de subgerente. Brooke quiere volver a estar con Lance, pero él la rechaza. Los Dubek se reúnen detrás del escenario para ver actuar a Chase. Sin embargo, el canto de Chase es desastroso y su actuación es muy criticada en las redes sociales. Cary consuela a Chase después de la actuación, quien está preocupado de haber molestado a su familia. Chase admite que quiere dejar su carrera como cantante e ir a la universidad, para consternación de Streeter, Cary y Brooke; Streeter revela que quiere casarse con Pat, quien se ha convertido en la presentadora de su propio programa de entrevistas diurno, The Pat Dubek Show. |              |                                     |               |                               |                           |

### Temporada 2 (2021)
| N.º en serie | N.º en temp. | Título                                    | Dirigido por    | Escrito por                   | Fecha de emisión original |
| --- | ------------ | ----------------------------------------- | --------------- | ----------------------------- | ------------------------- |
| 11 | 1            | «Chase Goes to College»                   | Chris Kelly     | Chris Kelly y Sarah Schneider | 26 de agosto de 2021      |
| El programa de entrevistas matutino de Pat tiene un gran éxito en todo el país; Cary es presentador de numerosos programas de entrevistas en la web, aunque todavía añora una carrera en la actuación; Brooke se ha convertido en representante musical y trata de encontrar al próximo ChaseDreams; Chase recibe una aceptación temprana en la Universidad de Nueva York, solo para abandonarla debido a la atención no deseada de los fanáticos. Cary ha comenzado a salir con Jess (Gideon Glick), mientras que Brooke tiene un incómodo reencuentro con Lance. Al no poder reclutar nuevos talentos en línea, Brooke se da cuenta de que no tiene futuro como representante musical y decide convertirse en co-representante de Pat. |              |                                           |                 |                               |                           |
| 12 | 2            | «Pat Connects with Her Fans»              | Chris Kelly     | Chris Kelly y Sarah Schneider | 26 de agosto de 2021      |
| En The Pat Dubek Show, Pat entrevista a Eddie y Troy (Noah Galvin y Tuck Watkins); Eddie es un joven gay que recientemente se reveló ante su conservador padre, Troy. Conmovidos por la historia, Cary y Jess deciden mostrarles a Eddie y Troy la ciudad de Nueva York. Sin que ellos lo supieran, Eddie y Troy son en realidad una pareja y habían ideado la historia de padre e hijo para recibir un pago por aparecer en el programa de Pat. Chase relanza su carrera como cantante con un nuevo vídeo en YouTube, en el que revela que se ha teñido el pelo de rubio. Brooke trata con Cathy, una fan obsesiva que desea desesperadamente conocer a Pat. Cuando Brooke le permite a Cathy conocer a Pat, sin querer comienza un encuentro fuera del escenario. |              |                                           |                 |                               |                           |
| 13 | 3            | «Chase Guest-Edits Vogue»                 | Chris Kelly     | Brandon Scott Jones           | 2 de septiembre de 2021   |
| Streeter contrata a Brooke para unirse al equipo directivo de Chase. Cuando Chase se convierte en el editor invitado del nuevo número de Vogue, Shuli hace que Brooke acompañe a Chase a una fiesta exclusiva de Vogue. Brooke está emocionada de asistir, pero se da cuenta de las dificultades de ser representante cuando se ve obligada a perderse la fiesta por una llamada de la empresa. Al no poder pagar el alquiler, Cary comienza a ganar dinero a través de videos personalizados dirigidos a los admiradores en Cameo. Avergonzado, Cary no le revela su nuevo trabajo a Jess, quien sospecha que Cary lo está engañando. Cary se disculpa con Jess por mentirle y los dos tienen una discusión íntima sobre su relación. Para sorpresa de Cary, Jess admite entre lágrimas que Cary es todo su mundo y la persona más importante de su vida. |              |                                           |                 |                               |                           |
| 14 | 4            | «Pat Hosts Just Another Regular Show»     | Chris Kelly     | Chris Kelly y Sarah Schneider | 2 de septiembre de 2021   |
| Tras el discurso de Jess, Cary se siente cada vez más incómodo con su relación. Después de encontrarse con Cameron Colby, un ex Instagay, Cary y Jess deciden visitar la casa de Cameron. Conocen al marido de Cameron y Cary se horroriza ante la idea de casarse con Jess. Cary termina enfrentándose a Jess; él revela que extraña la vida de soltero casual y le preocupa que él y Jess no sean el uno para el otro. Los dos finalmente deciden separarse. Mientras tanto, Brooke consigue un nuevo apartamento e intenta aventurarse de nuevo en la vida amorosa. Después de tres citas desastrosas, Brooke, deprimida y solitaria, considera brevemente volver a conectarse con Lance. |              |                                           |                 |                               |                           |
| 15 | 5            | «Chase Gets Baptized»                     | Kim Nguyen      | Chris Kelly y Sarah Schneider | 9 de septiembre de 2021   |
| Brooke, Cary y Streeter asisten al bautismo de Chase en ChristSong, una iglesia cristiana exclusiva para celebridades. Brooke intenta hacerse amiga de un grupo de miembros de la iglesia que van de viaje a Mykonos; Streeter se pone celoso de un pastor que toma a Chase bajo su protección; Cary se bautiza para acercarse a un famoso productor que asiste a la iglesia. El productor le ofrece a Cary un importante papel televisivo, pero Cary cuestiona aceptar el papel cuando descubre que la iglesia defiende creencias homofóbicas y misóginas. Al ser informado de las opiniones anti-gays de la iglesia, Chase confronta enojado a los miembros de la iglesia y se aleja públicamente de la iglesia en un discurso que se vuelve viral en línea. |              |                                           |                 |                               |                           |
| 16 | 6            | «Pat Becomes #1 In Daytime»               | Sarah Schneider | Gilli Nissim y Jack Scacco    | 9 de septiembre de 2021   |
| Chase es demandado por ChristSong; Shuli felicita a Brooke, declara que "no has llegado a la fama hasta que te demandan" y la postula para 30 Under 30 de Variety, una lista de celebridades y directores creativos. Cuando Brooke y Chase aparecen en la lista de Variety, Brooke es invitada a una gala tranquila de los 30 menores de 30 para los directores creativos, mientras que Chase (y las otras 30 celebridades menores de 30) están invitados a un juego exclusivo de los Brooklyn Nets. Brooke también descubre que Lance, que se ha convertido en un conocido diseñador de zapatos, asistirá a la gala. Lance anima a Brooke y celebra su cumpleaños con una pequeña cena. Cary intenta reconvertirse en escritor para conseguir un nuevo agente y comienza a escribir un guion. |              |                                           |                 |                               |                           |
| 17 | 7            | «Chase Becomes Co-Owner of the Nets»      | Kim Nguyen      | Chris Kelly y Sarah Schneider | 16 de septiembre de 2021  |
| Brooke es invitada a participar en un panel de mujeres, pero rápidamente se encuentra perdida; ella no responde las preguntas de la audiencia y un miembro hostil de la audiencia, a quien había dejado de seguir en Instagram, la confronta. Cuando Brooke da un discurso para defenderse de la integrante de la audiencia, termina ganándose el respeto del público y de los demás panelistas. Cary consigue un papel en Night Nurse, una pequeña película independiente, pero pierde el papel cuando la película se queda sin financiación. Cary le cuenta a su amigo Curtis (Brandon Scott Jones), quien le asegura que "están sucediendo cosas para ti". Más tarde, Pat crea una nueva publicación en Instagram y etiqueta la cuenta de Cary, lo que rápidamente impulsa el perfil de Cary en las redes sociales. |              |                                           |                 |                               |                           |
| 18 | 8            | «Pat Gets an Offer to Host “Tic Tac Toe“» | Mike Karnell    | John Riggi                    | 16 de septiembre de 2021  |
| Después de su nueva fama en Instagram, Dean Brennon, un famoso actor de Hollywood, se acerca a Cary y le expresa un interés romántico. Cary tiene una cita con Dean, pero Shuli le advierte en secreto que Dean es heterosexual y está haciendo Queerbaiting ante los paparazzi. Al ser confrontado por Cary, Dean admite su heterosexualidad, lo que incitó a Cary a terminar la relación. Mientras tanto, Chase hace la voz para una película protagonizada por el atleta Damien Davis. Brooke termina teniendo relaciones sexuales con Damien, quien le pide que firme un acuerdo de confidencialidad; Brooke rompe el acuerdo cuando, sin darse cuenta, les revela la noticia a tres conductores de Lyft. Para pagar sus gastos, Brooke consigue que Pat se convierta en presentadora de un nuevo concurso de la NBC basado en el juego de tres en línea. Esto consterna aún más a Streeter, quien está luchando para combatir el agitado horario de trabajo de Pat. |              |                                           |                 |                               |                           |
| 19 | 9            | «Chase & Pat Are Killing It»              | Kim Nguyen      | Chris Kelly y Sarah Schneider | 23 de septiembre de 2021  |
| Brooke y Cary vuelan en una aerolínea de lujo para ver el desfile de modas de Chase y Lance en Los Ángeles. Durante el vuelo, Cary envía una foto suya desnudo en Grindr; no sabe que la imagen del desnudo es una foto en vivo que revela su rostro y el desnudo se filtra en las redes sociales. En un hotel exclusivo, Brooke se encuentra con la cantante pop Alessia Cara, quien expresa interés en que Brooke se convierta en su representante; Brooke acepta reunirse con Alessia el lunes siguiente. Brooke celebra con Lance mientras su novia, Leah, está fuera de la ciudad. Los dos se emborrachan y, tras reflexionar sobre su relación, se masturban. Mientras tanto, la aerolínea emite un comunicado de disculpa condenando las acciones de Cary; su disculpa está etiquetada como homofóbica en Twitter, y Cary termina ganando seguidores en línea, incluidas numerosas celebridades de primer nivel. Debido a su nueva popularidad en Twitter, la película cancelada de Cary, Night Nurse, recibe luz verde una vez más. |              |                                           |                 |                               |                           |
| 20 | 10           | «Brooke & Cary Go to a Fashion Show»      | Charlie Gruet   | Chris Kelly y Sarah Schneider | 23 de septiembre de 2021  |
| Pat y Chase se preparan para el próximo desfile de modas: Chase se siente cada vez más frustrado por cómo Brooke está manejando su carrera, pero no puede expresar sus sentimientos a su familia, mientras que el agitado horario de trabajo de Pat se complica, pasando factura a su salud. Brooke termina su relación con Lance, sin saber que Lance había roto con Leah. En el desfile de modas, Pat, exhausta, se desmaya en la pasarela debido a la deshidratación. La familia visita a Pat en el hospital, lo que culmina en numerosos enfrentamientos: Chase, enojado, expresa sus frustraciones con Brooke y Cary por ignorarlo y no estar disponible; Streeter culpa a Brooke por sobrecargar a Pat con trabajo; Pat revela que se siente agotada por la personalidad pegajosa de Streeter. Al darse cuenta de que Pat necesita pasar tiempo con su familia, Streeter organiza unas vacaciones en la playa para los Dubek. Esto agrada a Pat y Chase, pero preocupa a Brooke y Cary, quienes se ven obligados a elegir entre su familia y sus carreras. El episodio termina con Pat, Brooke, Chase y Streeter disfrutando de sus vacaciones en la playa, mientras Cary se queda en la ciudad de Nueva York para filmar su película; la lectura de guion de Cary tendría lugar el 13 de marzo de 2020, el día en que se declara la emergencia nacional de COVID-19 en los Estados Unidos. |              |                                           |                 |                               |                           |

### Temporada 3 (2023)
| N.º en serie | N.º en temp. | Título                                         | Dirigido por    | Escrito por                   | Fecha de emisión original |
| --- | ------------ | ---------------------------------------------- | --------------- | ----------------------------- | ------------------------- |
| 21 | 1            | «Cary Watches People Watch His Movie»          | Chris Kelly     | Chris Kelly y Sarah Schneider | 4 de mayo de 2023         |
| La película de Cary Night Nurse finalmente se estrenará en streaming después de múltiples retrasos en la producción debido a la pandemia de COVID-19. Chase enfrenta el hecho de que el público lo trate de manera diferente ahora que cumple dieciocho años; Chase también expresa su preocupación de que Streeter lo deje como cliente, después de que su segundo álbum fuera un fracaso comercial, debido a que su lanzamiento coincidió con el asalto al Capitolio y perdió cualquier tipo de atención. Brooke y Lance están comprometidos; Lance ahora trabaja como enfermero, después de haber dejado su trabajo como diseñador de moda, lo que provoca que Brooke se sienta insegura por haber permanecido en la industria del entretenimiento durante la pandemia en lugar de orientar su vida a alguna profesión relacionada con ayudar a las personas. Tras el éxito de su programa de entrevistas, Pat ahora dirige su propia cadena de televisión y vive rodeada de un numeroso cuerpo de seguridad. Cary organiza un estreno anticipado de la película Night Nurse, pero el evento se cancela abruptamente. El día del estreno de la película, Pat acepta organizar una pequeña fiesta para ver la película con familiares y amigos en su mansión. Night Nurse finalmente recibe comentarios entusiastas de la crítica y el público. |              |                                                |                 |                               |                           |
| 22 | 2            | «Brooke Drives an Armpit Across America»       | Chris Kelly     | Chris Kelly y Sarah Schneider | 4 de mayo de 2023         |
| Tras la acogida positiva de Night Nurse, Cary intenta avanzar en su carrera contratando a un publicista, sin éxito. Mientras camina por la ciudad de Nueva York, un hombre llamado Nicholas se acerca a Cary y le invita a salir. Cary y Nicholas se unen, pero Cary descubre más tarde por Curtis que Nicholas es en realidad un actor gay llamado Lucas Lambert Moy (Fin Argus), que protagoniza un spin-off de Love, Victor llamado Love, Nicholas; Cary descubre que Lucas es conocido por su método de actuación, permaneciendo en el personaje las 24 horas del día, los 7 días de la semana cada vez que consigue un papel. Pat desea dar un paseo por Central Park, pero no puede salir de su casa sin su equipo de seguridad. Chase participa en una sesión de fotos para la revista Rolling Stone, la cual tiene un valor de ocho millones de dólares, en consecuencia Shuli asigna a Brooke y a Streeter como encargados para conducir por todo el país para entregar las fotografías de forma privada en la sede de Rolling Stone. Después de completar el viaje de una semana, Brooke despotrica contra Streeter sobre lo absurdo de sus trabajos. Brooke sigue sintiéndose insatisfecha como representante, renuncia a su trabajo y le revela la noticia a Lance. |              |                                                |                 |                               |                           |
| 23 | 3            | «Cary Becomes Somewhat of a Name»              | Chris Kelly     | Allison Silverman             | 11 de mayo de 2023        |
| Después de dejar su trabajo, Brooke se enfrenta a la vida como una persona normal, pero rápidamente se da cuenta de que echa de menos las ventajas de su antiguo trabajo. Cuando invitan a Chase a la fiesta de cumpleaños de Ellen DeGeneres, Brooke se ofrece a acompañar a Chase, pero Shuli elige a Streeter. Brooke termina colándose en la fiesta, pero se ve condenada al ostracismo por el resto de los asistentes a la fiesta, ya que ya no es miembro de la industria. Cary y Lucas han comenzado una relación, aunque Lucas ha conseguido un papel en una nueva película navideña y ahora interpreta el personaje de un adolescente encerrado. Cary y Curtis hacen una audición para el piloto de una comedia de situación de Paramount+ para el papel estereotipado de mejor amigo gay. Los productores quedan impresionados con la audición de Cary, pero Cary descubre más tarde que los productores eligieron a Curtis para el papel. Cary está claramente descontento porque Curtis consiguió el papel, lo que provocó una ruptura en su amistad. |              |                                                |                 |                               |                           |
| 24 | 4            | «Brooke Gets Her Hands Dirty»                  | Sarah Schneider | Chris Kelly y Sarah Schneider | 18 de mayo de 2023        |
| Cary consigue un papel para tres episodios en Emily Overruled, una serie de drama legal, pero se siente insatisfecho por la naturaleza aburrida del set de Emily Overruled. Cary intenta darle vida al set animando a sus compañeros de reparto a improvisar, complaciendo a los actores pero irritando al equipo del set. Mientras tanto, Brooke quiere hacer un esfuerzo para hacer el bien, por lo que ella y Cameron Colby crean Impact Group, una organización benéfica sin sentido destinada a "generar un impacto pero también divertirse". Programan una reunión con un grupo de inversores para hablar sobre la organización benéfica, pero Cameron abandona a Brooke durante la reunión. Brooke se une a regañadientes a un grupo sin fines de lucro dedicado a plantar árboles en El Bronx. Pat se disfraza de anciana con maquillaje protésico para salir de su casa sin su equipo de seguridad. Mientras usa prótesis, Pat se encuentra con Streeter en un bar y lo escucha confesarle a un camarero que no puede vivir la vida como una persona normal mientras sale con Pat; Pat sale del bar llorando. |              |                                                |                 |                               |                           |
| 25 | 5            | «Cary & Brooke Go to an AIDS Play»             | Chris Kelly     | Chris Kelly y Sarah Schneider | 25 de mayo de 2023        |
| Pat y Streeter se separan. Cary está frustrado en su relación con Lucas, quien continúa practicando su método de actuación. Cary se entera de que Lucas es candidato para un papel de estrella porno gay en una película de Adam McKay, pero Lukas Gage termina obteniendo el papel; Cary intenta amenazar a Gage para que renuncie al papel. Cary contempla romper con Lucas, pero finalmente decide permanecer en la relación cuando Lucas es nominado a un premio Tony. Chase se ha comprometido con la actriz Kiernan Shipka, pero Brooke descubre que Chase busca en secreto una relación con otra chica llamada Pam (Michelle Moughan); Brooke y Shuli controlan los daños para evitar que la relación de Chase con Pam se haga pública. Cuando Lance se entera de la participación de Brooke, Brooke admite que le gustaba ser representante y culpa a Lance por juzgarla. Lance se defiende, afirmando que la ha apoyado durante sus luchas y critica a Brooke por hacer todo sobre ella misma. Lance insinúa que deberían romper el compromiso; Brooke sale furiosa y se queda con Streeter durante la noche. |              |                                                |                 |                               |                           |
| 26 | 6            | «Brooke, and We Are Not Joking, Goes to Space» | Charlie Gruet   | Gilli Nissim                  | 31 de mayo de 2023        |
| Brooke, se recupera de su ruptura con Lance y siente que está lista para empezar a salir de nuevo. Shuli pone a Brooke en contacto con un rico multimillonario, pero Brooke lo encuentra demasiado obsesionado y competitivo. Brooke se da cuenta de que puede utilizar su poder y su dinero como representante para hacer el bien en la industria. Pat ha comenzado a salir con el actor Simu Liu. A Cary le ofrecen un papel en una nueva película de Disney para darle voz a Globby, quien está siendo comercializado como el primer personaje abiertamente queer de Disney. A pesar de la publicidad que rodea al personaje de Globby, Cary descubre que el carácter queer de Globby es extremadamente vago y mínimo dentro del contexto de la película, pero decide aceptar el papel de todos modos. Ante la insistencia de Cary, Curtis y sus amigos deciden, de mala gana, asistir al estreno de la película. Durante la proyección de la película, el “momento exclusivamente gay” que presenta a Globby recibe una reacción violenta del público por no ser una representación precisa de la comunidad LGBTQ+; Cary intenta afirmar que Disney eliminó más escenas con Globby. |              |                                                |                 |                               |                           |
| 27 | 7            | «Cary Gets His Ass Handed to Him»              | Charlie Gruet   | Chris Kelly y Sarah Schneider | 8 de junio de 2023        |
| Cary termina el trabajo de postproducción de un nuevo programa de fantasía llamado Windweaver, aunque cree que recibirá críticas negativas. Cary está consternado al saber que la nueva comedia de Curtis, Girlies, tiene una calificación de 100% de frescura en Rotten Tomatoes. Cuando Curtis organiza una fiesta de visionado, Cary inicialmente se niega a asistir, pero decide presentarse cuando Girlies comienza a recibir críticas horribles de la prensa. Curtis deduce correctamente que Cary solo apareció al enterarse de que el programa fue un fracaso y lo echa de la casa. Chase y Pam rompen a pesar de haber hecho pública su relación, lo que obliga a Brooke a intentar evitar que los seguidores de Chase intimiden a Pam. Pat revela que quiere tener una cena familiar normal en Applebee's para su cumpleaños. Simu Liu organiza una cena familiar para los Dubek en un Applebee's falso construido en un estudio de sonido, aunque Pat no sabe la verdad. Al darse cuenta de que el Applebee's es una farsa, Pat se derrumba y le confiesa a su familia el hecho de que no puede vivir una vida normal. Después de que Pat se va, Cary se sorprende al saber que Windweaver está recibiendo críticas positivas. |              |                                                |                 |                               |                           |
| 28 | 8            | «Brooke Hosts a Night of Undeniable Good»      | Chris Kelly     | Chris Kelly y Sarah Schneider | 15 de junio de 2023       |
| Después de enterarse de que lo han ascendido a un personaje regular en Windweaver, Cary decide asistir a la reunión de su escuela secundaria en Ohio para mostrar su éxito. Los antiguos compañeros de clase de Cary están felices de ver a Cary y se lo pasan bien, pero Cary inmediatamente se siente infeliz y deprimido después de que termina la reunión. Mientras conduce de regreso a Nueva York, Cary se fija una nueva meta: ganar el Premio de la Academia al Mejor Actor. Brooke y Shuli deciden convertir a Chase en el rostro de la salud mental, y Brooke continúa intentando hacer el bien organizando un teletón de salud mental. El teletón sale mal cuando los invitados programados, Ben Platt y Cameron Kasky, dan positivo por COVID-19. Mientras tanto, Chase tuitea que dará un mes gratis de terapia a cualquiera que compre su álbum; el álbum de Chase sube al número uno en iTunes Store. Brooke se horroriza al saber que Lance ha sido nombrado el hombre vivo más sexy de la revista People. Pat pasa el fin de semana en Ohio para reunirse con sus viejos amigos. Aunque parece que Pat está disfrutando de sus vacaciones, Pat luego revela que odiaba la experiencia y la encontraba aburrida. Tiene la intención de enviarle un mensaje de texto con sus frustraciones a Streeter, pero accidentalmente lo tuitea. |              |                                                |                 |                               |                           |
| 29 | 9            | «Cary Pays Off His Student Loans»              | Sarah Schneider | Chris Kelly y Sarah Schneider | 22 de junio de 2023       |
| Cary, que quiere ganar un Premio de la Academia, programa una reunión con su agente, Mackenzie (Nadia Dajani), y expresa interés en interpretar a Albert Einstein en una próxima película titulada One Night with Albert. Con la ayuda de Shuli, Cary logra convencer a los productores de la película para que le permitan hacer una audición para el papel principal, y Cary consigue que Pat, reacia, financie la película. En un intento de generar entusiasmo por los Oscar, Mackenzie le consigue a Cary un artículo del New York Times que describe su vida. Cuando el periodista del New York Times desea reunirse con los amigos de Cary, Cary se da cuenta de que no tiene ninguno. Brooke está decidida a demostrar que Lance contrató a un publicista para su aparición en la revista People. Ella irrumpe en el apartamento de Lance disfrazada con una prótesis facial para comprobar sus correos electrónicos, pero no encuentra pruebas. Mientras intenta salir silenciosamente del apartamento, Brooke sin querer provoca un incendio; Lance logra evacuar de forma segura a todos los que están dentro del apartamento. Brooke está encantada de saber que el teletón de salud mental de Chase recibió un premio Peabody. En Ohio, Pat se une a los hijos de su amiga. Al darse cuenta de que necesita salvar la relación con sus propios hijos, Pat le revela a Streeter que tiene la intención de despedir a Brooke como su representante y retirar la financiación para la película de Cary. |              |                                                |                 |                               |                           |
| 30 | 10           | «Brooke & Cary & Curtis & Lance»               | Chris Kelly     | Chris Kelly y Sarah Schneider | 29 de junio de 2023       |
| La salud mental de Cary comienza a deteriorarse a medida que se obsesiona con ganar un Premio de la Academia. Enojado porque Mackenzie no responde a sus llamadas, Cary localiza la casa de Mackenzie en Los Hamptons y aparece frente a su puerta, exigiendo saber por qué no responde. Mackenzie critica a Cary por su comportamiento, devolviéndolo a la realidad. Al darse cuenta de cómo sus acciones han afectado a otros, Cary se derrumba. Después de pasar la noche en casa de Mackenzie, Cary llama a Pat y le informa que no necesita financiar la película, sin decirle que él planea abandonar el proyecto. Cary también ve una noticia televisiva sobre Lucas, la cual menciona que fue encontrado caminando desnudo por la calle en un estado confundido y desorientado; además de revelar que Lucas en realidad está casado. Cary intenta hacer las paces con Curtis, que está celebrando su cumpleaños en una casa de playa en Los Hamptons. Curtis perdona a Cary y los dos reparan su amistad. Mientras camina solo por la playa, Cary recibe una llamada de Mackenzie, informándole que se ha asignado un director a la película; Cary cuelga abruptamente, sin interés. Brooke asiste a la ceremonia de los Premios Peabody, pero las cosas salen mal cuando Pat y Chase reciben una multitud de críticas en línea; Chase, por explotar a personas que luchan en favor de la salud mental para impulsar las ventas de sus álbumes, y Pat, por los tuits eliminados que resaltaban sus pensamientos negativos sobre Ohio. Para sorpresa de la familia, Brooke decide asumir la culpa de las acciones hechas por Pat y Chase, afirmando públicamente que ella fue la responsable de los tuits; Brooke también publica una declaración en las cuentas de Twitter de Pat y Chase en la que anuncia su propio despido como su representante. Después de la ceremonia, Brooke se reúne con Lance y reflexionan sobre su relación; Lance elogia a Brooke por ayudar a su familia y confiesa que contrató a un publicista para aparecer en la revista People. Los dos reavivan su relación y comparten un beso apasionado bajo la lluvia. En una escena posterior a los créditos, Streeter le informa a Brooke que numerosas celebridades quieren que ella las represente, ya que se admiraron de ella al haber asumido la culpa por sus propios clientes. |              |                                                |                 |                               |                           |

## Producción

### Desarrollo
A principios de 2016, antes de ser nombrados como los escritores principales de la temporada 42 de Saturday Night Live,  Chris Kelly y Sarah Schneider comenzaron a desarrollar la premisa de The Other Two, el cual sería un programa que representara la introspección y las dudas que enfrentan los veinteañeros, al tiempo que incorpora elementos de la cultura pop. A finales de 2016 el piloto fue comprado por Comedy Central, finalmente el canal ordenó la producción de la temporada completa en octubre de 2017. En ese mismo mes se anunció la incorporación de Heléne Yorke, Drew Tarver, Case Walker, Ken Marino y Molly Shannon como los actores principales de la serie.

### Conflicto laboral
Los creadores del programa, Chris Kelly y Sarah Schneider, fueron objeto de quejas ante recursos humanos por su comportamiento en el set y en la sala de guionistas. Las acusaciones, que se hicieron conocidas por el público justo antes del final de la serie en junio de 2023, acusaron a Kelly de ejercer violencia verbal y sobreexplotar laboralmente a los guionistas, situaciones que fueron permitidas por Schneider. Se llevó a cabo una investigación formal durante la cual a Kelly y Schneider no se les permitió estar en el set por un período, aunque fueron formalmente absueltos de irregularidades y se les permitió regresar al trabajo. Sin embargo, según algunos medios de comunicación, este hecho precipitó el final de la serie al terminar la tercera temporada.

## Recepción
The Other Two recibió la aclamación de la crítica, siendo la tercera temporada la que obtuvo los mejores resultados. Mantiene un rango de aprobación de 97% basado en 77 reseñas en Rotten Tomatoes. Por otra parte, Metacritic le asignó a la serie una calificación de 81 sobre 100 basada en 35 reseñas, recibiendo el apelativo de aclamación universal.

### Nominaciones
| Año  | Premiación                                              | Categoría                                   | Nominado(s)                                                                   | Resultado | Ref.   |
| ---- | ------------------------------------------------------- | ------------------------------------------- | ----------------------------------------------------------------------------- | --------- | ------ |
| 2019 | International Online Cinema Awards                      | Mejor serie nueva                           | The Other Two                                                                 | Ganador   | [ 10 ] |
| 2019 | International Online Cinema Awards                      | Programa del año                            | The Other Two                                                                 | Nominado  | [ 10 ] |
| 2019 | International Online Cinema Awards                      | Mejor serie de comedia                      | The Other Two                                                                 | Nominado  | [ 10 ] |
| 2019 | International Online Cinema Awards                      | Mejor actor en serie de comedia             | Drew Tarver                                                                   | Nominado  | [ 10 ] |
| 2019 | International Online Cinema Awards                      | Mejor actriz de reparto en serie de comedia | Molly Shannon                                                                 | Nominada  | [ 10 ] |
| 2019 | International Online Cinema Awards                      | Mejor guion en serie de comedia             | Chris Kelly y Sarah Schneider (por "Chase Gets the Gays")                     | Nominado  | [ 10 ] |
| 2019 | 35 edición de los TCA Awards                            | Mejor programa nuevo                        | The Other Two                                                                 | Nominado  | [ 11 ] |
| 2020 | 25 edición de los Premios de la Crítica Cinematográfica | Mejor actriz de reparto en serie de comedia | Molly Shannon                                                                 | Nominada  | [ 12 ] |
| 2020 | Dorian Awards                                           | Programa de televisión anónimo del año      | The Other Two                                                                 | Ganador   | [ 13 ] |
| 2020 | Dorian Awards                                           | Comedia de televisión del año               | The Other Two                                                                 | Nominado  | [ 13 ] |
| 2020 | Dorian Awards                                           | Programa de televisión LGBTQ del año        | The Other Two                                                                 | Nominado  | [ 13 ] |
| 2020 | 31 edición de los GLAAD Media Awards                    | Mejor serie de comedia                      | The Other Two                                                                 | Nominado  | [ 14 ] |
| 2022 | 27 edición de los Premios de la Crítica Cinematográfica | Mejor serie de comedia                      | The Other Two                                                                 | Nominada  | [ 15 ] |
| 2022 | 27 edición de los Premios de la Crítica Cinematográfica | Mejor actriz de reparto en serie de comedia | Molly Shannon                                                                 | Nominada  | [ 15 ] |
| 2022 | 33 edición de los GLAAD Media Awards                    | Mejor serie de comedia                      | The Other Two                                                                 | Nominada  | [ 16 ] |
| 2023 | 39 edición de los TCA Awards                            | Programa del año                            | The Other Two                                                                 | Nominada  | [ 17 ] |
| 2023 | 39 edición de los TCA Awards                            | Logro excepcional en comedia                | The Other Two                                                                 | Nominada  | [ 17 ] |
| 2024 | 29 edición de los Premios de la Crítica Cinematográfica | Mejor actor en serie de comedia             | Drew Tarver                                                                   | Nominado  | [ 18 ] |
| 2024 | 75 edición de los Premios Primetime Emmy                | Mejor guion de comedia                      | Chris Kelly y Sarah Schneider (por "Cary & Brooke Go to an AIDS Play")        | Nominado  | [ 19 ] |
| 2024 | 76 edición de los Premios Primetime Emmy                | Mejor guion de comedia                      | Chris Kelly y Sarah Schneider (por "Brooke Hosts A Night Of Undeniable Good") | Nominado  | [ 20 ] |